# Миньковцы (Дунаевецкий район)
Ми́ньковцы (укр. Ми́ньківці) — село в Дунаевецком районе Хмельницкой области Украины.
Население по переписи 2001 года составляло 1092 человека. Почтовый индекс — 32463. Телефонный код — -3858. Занимает площадь 4,184 км². Код КОАТУУ — 6821885901.

## История
В начале XIX века граф Игнаций Сцибор-Мархоцкий сделал своё поместье Миньковцы центром самопровозглашённого государства, отделённого от территории Российской империи пограничными столбами.

## Известные уроженцы
- Яновский, Феофил Гаврилович, основатель украинской терапевтической школы